# Coquina

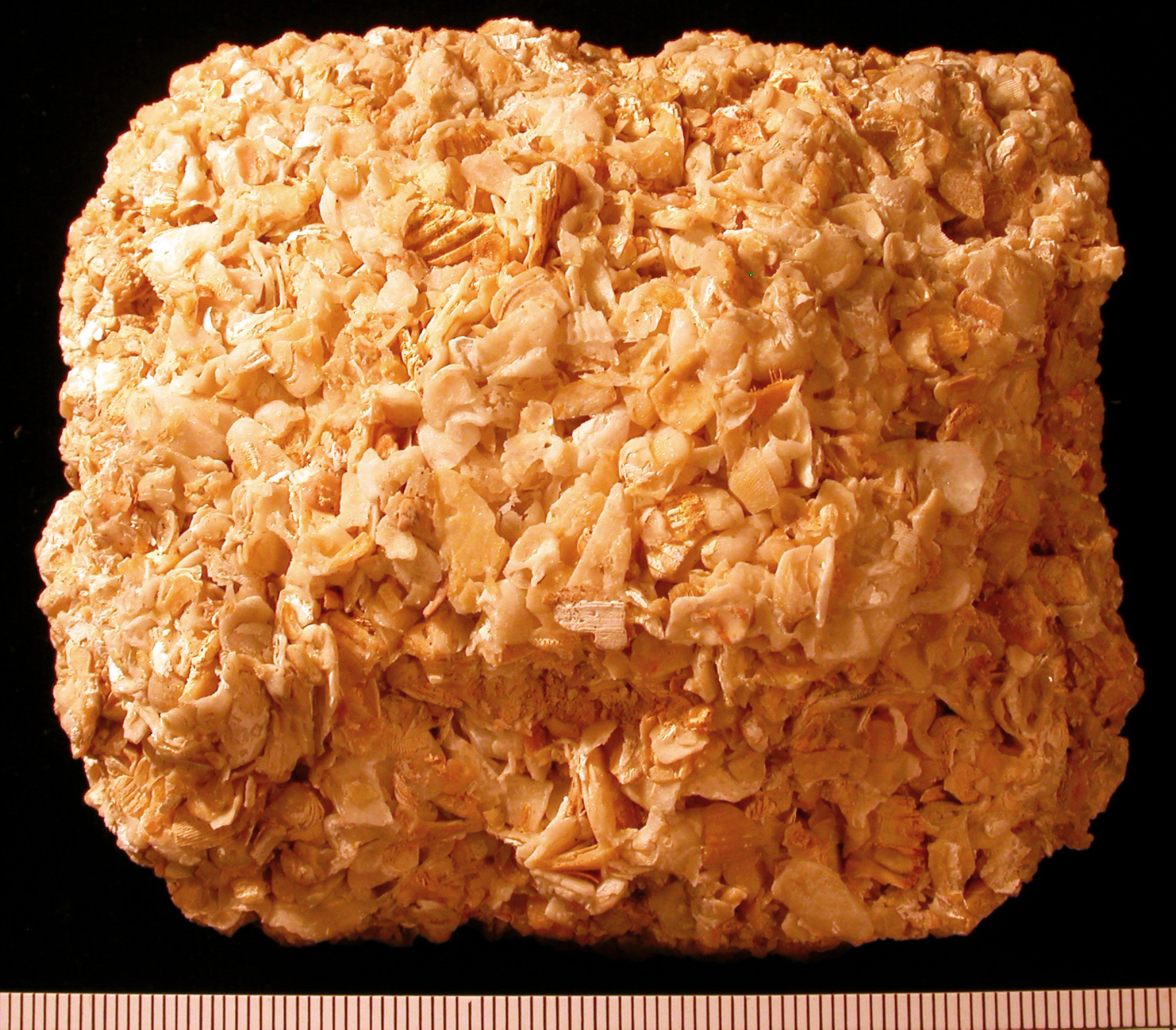
Coquina.

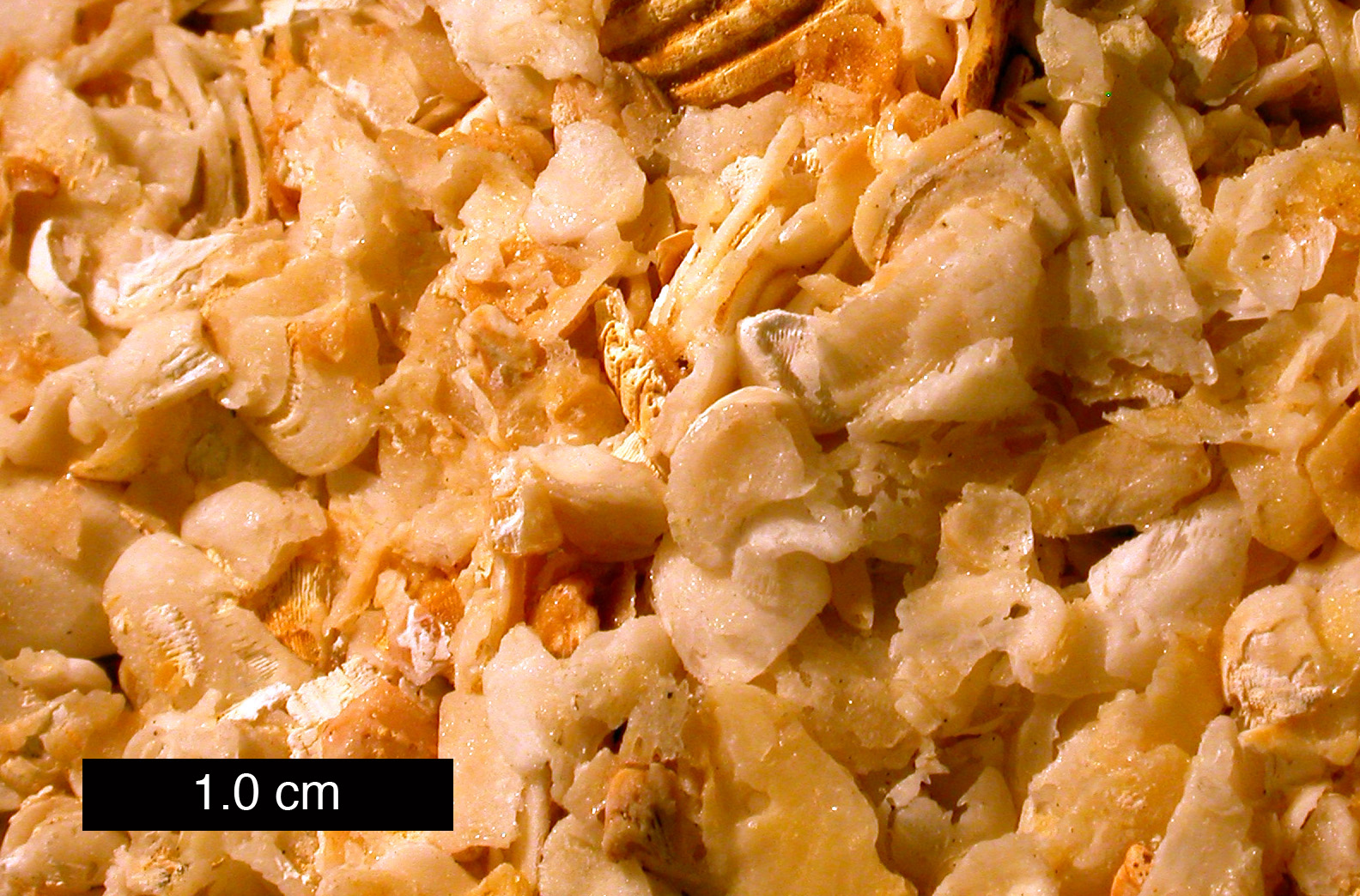
Coquina.

Coquina is een onvolledig geconsolideerd sedimentair gesteente van biochemische oorsprong. Het bestaat meestal uit verweerde calciet, met daarin enige fosfor. Het komt meestal voor in de vorm van zeeschelpen en koraal. Coquina is een soort kalksteen. Coquina wordt uitgehakt of als bron van het bedekken van materiaal ontgonnen. Het is gewoonlijk slecht gecementeerd en makkelijk breekbaar. Grote stukken coquina worden meestal gebruikt als landschapsdecoratie. Doordat coquina soms een grote hoeveelheid fosfor bevat kunnen we het gebruiken als meststof.